# 卡伦·本内特
卡伦·本内特（英語：Karen Bennett，1989年2月5日—），英国女子赛艇运动员。她曾代表英国参加2016年和2020年夏季奥林匹克运动会赛艇比赛，其中2016年奥运会获得一枚银牌。